# Вовчий Хвіст

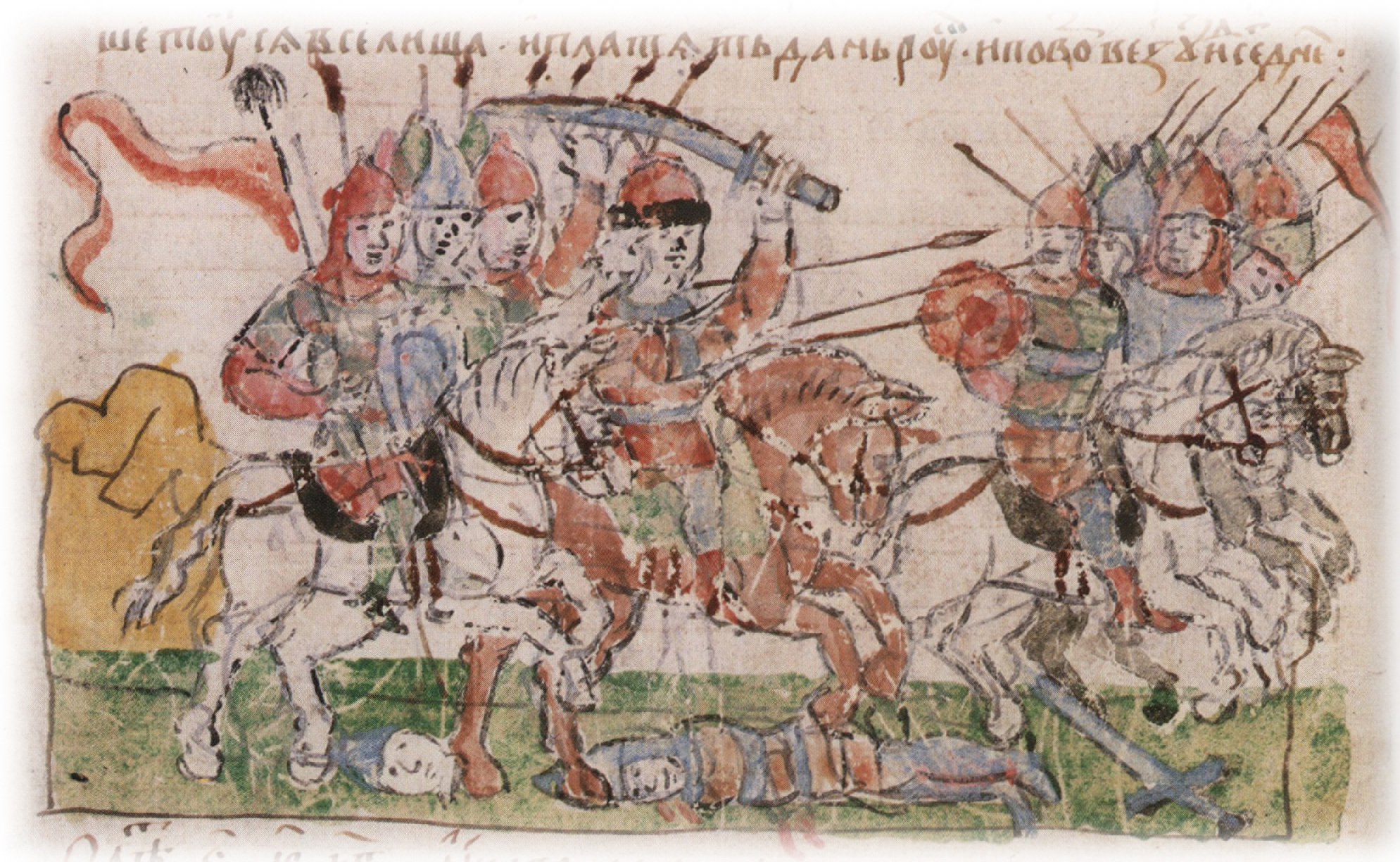
"У літо 6492. Іде Володимер на радимичі. І був в нього воєвода Вовчий Хвіст. І посла Володимер перед собою Вовча Хвоста

Вовчий Хвіст — літописний воєвода князя Володимира Святославовича та його сина Святополка, що у 984 році розбив радимичів на притоці Сожа річці Пищани, звідки утворилася на Русі глузлива приказка: «Піщанці Вовчого хвоста бігають» (Іпат.).
Після смерті великого князя Володимира став воєводою його сина Святополка. Згадується у Новгородських та Тверських літописах. Очолював військо Святополка у битві біля Любеча в 1016 році проти військ Ярослава Володимировича. Як повідомляється в Новгородському першому літописі Молодшого ізводу, Вовчий Хвіст знущався з новгородців, кажучи: «Що прийшли з цим кульгавим? Гей ви, теслярі, ось поставимо вас хороми рубати нам!». Це розлютило бійців Ярослава і змусило їх діяти рішучіше, в результаті війська Святополка були розбиті, а сам князь утік у Польщу до свого тестя, Болеслава. Автор Тверського літопису несхвально відгукнувся про Вовчого Хвіста. Подальша доля воєводи, чи він брав участь у битві на Альті невідома.
А. Ю. Карпов повідомляє, що ім'я Вовчого Хвоста увійшло до народних переказів. У пам'ятнику XVI століття, що має очевидне фольклорне походження («Сказання про Олександра Поповича»), богатир-воєвода Вовчий Хвіст служить епічного київського князя Мстислава.